# Comité d'action de la Résistance
Pour les articles homonymes, voir CAR.
Le Comité d'action de la Résistance (CAR) est une ancienne association française, qui a agi de 1948 à 2015 pour maintenir, propager et exalter l’esprit de la Résistance.
Le CAR a décerné à partir de 1953 le prix littéraire de la Résistance et a contribué à créer, en 1992, la Fondation de la Résistance.

## Missions
Le CAR a pour objet :
- le rappel et le maintien de l’esprit de la Résistance, dont les fins principales étaient, avec la libération du territoire national, la lutte contre toutes les formes de totalitarisme et de discrimination raciale, la reconnaissance universelle des droits de l’homme et le rétablissement de la démocratie ;
- la commémoration de ses morts et de ses combats ainsi que, d’une façon générale, toutes actions tendant à assurer la pérennité et la mise en œuvre des idéaux de la Résistance dans leur finalité ;
- la lutte contre les survivances du nazisme et de l’esprit de collaboration et le despotisme ;
- la solidarité des résistants et la défense de leurs intérêts moraux et matériels ;

Le CAR a également pour fin de susciter des études, des récits, des écrits de toute nature, des films et des montages par tous moyens visuels, audiovisuels ou autres afin d’assumer, directement ou indirectement, l’objet ci-dessus, et notamment de procéder à l’attribution du prix littéraire de la Résistance.

## Organisation

### Composantes du CAR
Le CAR est administré par :
- une assemblée générale ; elle se réunit annuellement sur convocation du bureau ;
- un comité directeur ; il est élu pour quatre ans par l'assemblée générale ;
- un bureau ; ses membres, choisis par le comité directeur parmi ses propres membres, sont nommés pour quatre ans : un président, des vice-présidents, un secrétaire général, des secrétaires généraux adjoints, un trésorier, un trésorier adjoint.

### Membres
Le CAR regroupe la plupart des associations et mouvements de la Résistance, à l'exception des organisations proches des communistes[réf. nécessaire].
- Mouvements
  - Ceux de la Libération (CDLL)
  - Ceux de la Résistance (CDLR)
  - Combat
  - Défense de la France
  - Forces unies de la jeunesse
  - Jeunes chrétiens combattants
  - Franc-Tireur
  - Les Ardents
  - Libération-Nord (Libé-Nord)
  - Libération-Sud (Libé-Sud)
  - Liberté
  - Mouvement de libération nationale (MLN)
  - Organisation civile et militaire (OCM)
  - Organisation civile et militaire Jeunes (OCMJ)
  - Organisation de résistance de l'Armée (ORA)
  - Résistance
  - Résistance-Fer
  - Témoignage chrétien
  - Union Résistance « Voix du Nord »
  - Volontaires de la Liberté
- Association des Français libres
- Fédérations de réseaux
  - Amicale des réseaux action de la France combattante (réseau ACTION)
  - Fédération des amicales des réseaux Renseignement et évasion de la France combattante (FARREFC)
  - Fédération Nationale Libre Résistance —Amicale Buckmaster
  - Fédération des réseaux de Résistance en Indochine (FRRIC)
- Réseaux à titre individuel : Acolyte, Alibi, Alliance, Andalouise, Béarn, Brutus-Boyer, Centurie, Cohors-Asturies, Éleuthère, Fred Scamaroni, Fyr, Henri d’Astier, Hunter-Azur-Corvette-Jonque, Indochine, Jove, Marco-Polo, Navarre, (S.R. "B"), Noyautage des administrations publiques, Orion, Plan Sussex 1943-1944, Publican, Réseau F2, Valmy, Vauderive, Yves F.Y.R., Vélite-Thermopyles
- Fédérations de déportés
  - Association nationale des déportés et internés de la Résistance (ADIR)
  - Association nationale des familles de résistants et d’otages morts pour la France (ANFROMF)
  - Confédération nationale des déportés internés ayants droit de la Résistance française (CNDIADR)
  - Fédération nationale des déportés et internés résistants (FNDIR)
  - Union nationale des associations de déportés, internés et familles de disparus (UNADIF)
  - Union nationale des déportés et internés et victimes de guerre (UNDIVG)
- Amicales individuelles de déportés :
  - Bergen-Belsen
  - Ceux de Rawa-Ruska
  - Les Anciens de Mauthausen
  - Neuengamme
- Unités combattantes
- Associations post Libération
- Associations régionales
- Associations départementales

## Liste des présidents
- 1948-1952 — général Gabriel Cochet, élu en juillet 1948 ;
- 1952-1954 — Georges Bidault, élu en juin 1952 ;
- 1954-1956 — Daniel Mayer, élu en novembre 1954 ;
- 1957-1962 — Charles Laurent, élu en janvier 1957
- 1962-1989 — Marie-Madeleine Fourcade, élue en décembre 1962 ;
- 1989-1994 — Charles Verny[Note 1], élu en septembre 1989 ;
- 1994-1995 — général Pierre Alibert[Note 2], élu en novembre 1994 ;
- 1995-2004 — Jean-Bernard Badaire, élu en novembre 1994 ;
- 2004-2015 — Pierre Morel, élu en décembre 2004[3].

## Historique

### Contexte de la fondation
L'Allemagne nazie capitule en mai 1945 ; c'est la fin de la Deuxième Guerre mondiale en Europe. La Libération de la France voit la fin de l'occupation allemande et du régime de Vichy du maréchal Pétain. Des Français ayant collaboré avec les Allemands ou/et ayant été pétainistes sont arrêtés et jugés : c'est l'épuration. Philippe Pétain est ainsi arrêté, jugé et condamné à mort à l'été 1945 mais sa peine est commuée en prison à vie.
Une première loi d'amnistie est votée en 1947 tandis que quelques périodiques comme les Écrits de Paris regroupent des « épurés » libérés et des partisans de Pétain ayant échappé à l'épuration, militent pour l'amnistie et dénoncent le résistantialisme qui désigne à la fois les exactions censément commises au nom de la Résistance et l'exploitation de la Résistance au profit de certains partis politiques après la Libération. Le chanoine Jean-Marie Desgranges, ancien député, publie ainsi en 1948 un livre intitulé Les Crimes masqués du résistantialisme. Des procès d’anciens résistants accusés d’exactions ont lieu dès 1945. À partir de 1947, qui marque le début de la guerre froide, le Parti communiste français (PCF) est le plus actif pour dénoncer les procès faits à d’anciens maquisards. Au début de l'année 1948, plusieurs procès donnent le sentiment « d’une véritable offensive […] contre d’anciens combattants de la Résistance », comme l’écrit en janvier dans Le Monde le journaliste Rémy Roure, ancien résistant, ancien déporté et future personnalité du CAR. 
Le PCF fonde alors un groupement chargé de défendre les anciens résistants et la mémoire de la Résistance, les Combattants de la liberté, qui rassemble des résistants comme Yves Farge, son président, tandis que les partis de droite font de l’amnistie un élément central de leur combat politique à partir de 1948. Le 14 mars 1948, un « banquet des mille » rassemble d’anciens parlementaires de la IIIe République frappés d’inéligibilité, réclamant l’abolition des législations d’exception et l’abrogation de l’ostracisme qui les frappe. L'Humanité, principal quotidien des communistes en France, présente le 13 mars 1948 le manifeste des Combattants de la liberté, et donne le lendemain la liste de ses signataires, parmi lesquels des communistes et des compagnons de route dominent. Ce manifeste n'évoque pas que la nécessité de défendre la République contre le retour du fascisme et « des doctrines et des hommes qui ont déshonoré le pays et l'ont livré à l'ennemi » mais évoque aussi la lutte pour l'indépendance nationale et contre les guerres coloniales. Farge présente les Combattants de la liberté comme un « mouvement répondant au désir de regroupement des anciens résistants qui se voient aujourd'hui bafoués par les vichystes revenus à la surface » et sont désireux de défendre d'anciens résistants poursuivis par la justice et de mobiliser l'opinion contre le retour des anciens « collaborateurs ». 

### Fondation en 1948
C'est dans ce contexte que le Comité d'action de la résistance est fondé en mars 1948. Des personnalités non-communistes aussi diverses que François Mauriac, le député de droite Louis Marin, Maurice Schumann, du Mouvement républicain populaire (MRP), Rémy Roure, René Courtin, les généraux FFI Pierre de Bénouville et Bertin-Chevance ou encore le R.P. Bruckerger donnent leur adhésion, à l'instar de la plupart des fédérations et unions du maquis regroupés dans le Conseil national des F.F.I. et dans le comité de liaison de la Résistance militaire,. Ce sont surtout des résistants de sensibilité socialiste ou gaulliste qui forment le CAR. On peut ajouter des catholiques de sensibilité démocrate-chrétienne qui en 1945 ont refusé de rejoindre le MRP et ont tenté de fonder un éphémère Parti républicain, démocrate et socialiste (Cochet, Roure, Juge). 
Le CAR est fondé selon la presse communiste à la suite de la création des Combattants de la liberté. En avril 1948, le général Cochet, premier président du CAR, revendique l'apolitisme de son mouvement qu'il oppose à la politisation des Combattants de la liberté et affirme que le CAR est en gestation depuis deux ans et a en réalité précédé l'autre groupement dont la naissance a été précipitée.
Le CAR est déclaré à la préfecture de police le 11 août 1948, avec un triple but : « maintien et exaltation de l'esprit de la Résistance, combat contre les survivances du nazisme et du vichysme, solidarité des résistants et défense de leurs intérêts moraux et matériels ». Statutairement, le Comité lutte pour : « Le maintien, la propagation et l’exaltation de l’esprit de la Résistance, la commémoration de ses morts et de ses actes, et d’une façon générale, toutes actions et propagandes tendant à assurer le triomphe des idéaux de la Résistance ». 

#### Dirigeants en 1948
Le premier bureau du CAR, déclaré en préfecture le 7 juillet 1948, en même temps que les statuts[réf. nécessaire], est composé ainsi :
- Général Gabriel Cochet, président, vichysto-résistant rallié au général de Gaulle ;
- Alphonse Juge (questeur de l'Assemblée de l'Union française, ancien cadre du Parti démocrate populaire[17]), Louis Marin (député, ancien président d'un parti de droite, la Fédération républicaine), Jean Texcier (socialiste), Jean Pierre-Bloch (député SFIO), vice-présidents ;
- Georges Vavasseur[Note 3], secrétaire général, remplacé en octobre 1948 par Robert Salmon, ancien député, président du conseil d'administration de France-Soir en 1949[18] ;
- Jacques Hirsch, secrétaire général adjoint
- Jean Rheims, trésorier, remplacé en octobre 1948 par Louise de Béa, ancienne de la France libre, journaliste

### Les débuts, 1948-1954
Le CAR se fait connaitre par des conférences de presse, dès avril 1948, des communiqués, des meetings, des brochures, des commémorations, des articles de ses dirigeants, notamment dans le quotidien démocrate-chrétien L'Aube ou dans le périodique de la LICA.
Il proteste en avril 1948 contre la formation d'un comité d'honneur pour la libération de Philippe Pétain, présidé par l'Académicien Louis Madelin. A cette occasion, un communiqué du CAR explique que sa fondation est née de l'inquiétude suscitée par « l'offensive concertée et l'insolente réapparition de ceux qui naguère s'étaient mis au service de l'ennemi », face à leur « propagande devenue arrogante et menaçante ». Le communiqué se poursuit ainsi :

« Le comité se propose de leur faire échec et de les obliger à rentrer dans l'ombre (....). Il ne confond pas avec eux les Français simplement demeurés à leur poste sous Vichy, sans se compromettre ni se compromettre avec l'ennemi. Il veut faire connaitre le vrai visage de la Résistance déformé et mutilé par des campagnes insidieuses ou cyniques et se désolidarise des excès commis en son nom, comme il réprouve les injustices, châtiments trop sévères, indulgences coupables ou atermoiements causés par une épuration manquée. Il est résolu à défendre les résistants iniquement et illégalement inquiétés pour leurs actes de guerre. »

 Il organise un meeting de protestation à Paris le 20 avril à la salle Wagram avec les Combattants de la liberté et d'autres anciens résistants, sous la présidence de Rémy Roure. Outre Cochet, Pierre-Bloch, ancien juré au procès Pétain, qui a réclamé la peine de mort, et Marin, y participent Yves Farge, Jean Cassou, autre cofondateur des Combattants de la liberté, Georges Altman, Albert Bayet, Marcel Prenant, David Rousset, André Labarthe, Joséphine Dupuis, le général Petit, etc.,,. Ils obtiennent l'interdiction du comité d'honneur. Le CAR rejoint les protestations d'autres anciens résistants, notamment des Combattants de la liberté, contre la publication du livre de Pierre Taittinger Et Paris ne fut pas détruit, demandant son interdiction et obtenant que le livre ne soit pas exposé dans les vitrines des librairies parisiennes. En revanche, le CAR refuse de s'associer à une manifestation lancée par les Combattants de la liberté pour le 14 juillet 1948 car elle n'est « qu'un prétexte à certaines opérations politiques ». Les Combattants de la liberté deviennent à la fin de l'année 1948 « les Combattants de la paix et de la liberté » et en 1951 le Mouvement de la paix.
Les brochures du CAR de 1949-1950 dénoncent l'éditeur Bernard Grasset, à la veille de son procès en appel, l'agence de presse collaborationniste Inter-France, dont le procès se tient en 1949, les journaux ayant paru sous l'Occupation et qui ont échappé à l'épuration, l'écrivain Louis-Ferdinand Céline. La brochure consacrée à Céline n’a eu aucune incidence sur l'instruction de l'écrivain antisémite car son impression est arrivée au ministère de la Justice le 21 février 1950, le jour où est jugé Céline par contumace, donc trop tardivement. 
En janvier 1949, un gala parrainé par le CAR est donné à Paris salle Pleyel pour la première mondiale du film Le Silence de la mer, adaptation par Melville de la nouvelle de Vercors, en présence du président de la République,. 
Des membres du CAR ont pu parfois se montrer violents. Ainsi, en 1949, le CAR appelle à manifester contre des amis et la famille de Philippe Henriot qui veulent une messe dans une chapelle de Notre-Dame pour célébrer la mémoire de cet ancien ténor de la collaboration, exécuté par des résistants en 1944. Des incidents éclatent à l'issue de la messe entre les 300 contre-manifestants du CAR et les amis d'Henriot, moins nombreux et pris à partie, tel Maurice Bardèche,. Cette même année, des membres du CAR et certains de ses dirigeants (Cochet, Pierre-Bloch, le colonel Romans-Petit) participent aux côtés de militants de la LICA et d'anciens du Comité d’organisation militaire et civile de la Résistance (COMAC) au saccage du siège d'un mouvement politique d'extrême droite, antisémite, l’Union réaliste. Ils ne sont pas inquiétés par la justice,. En 1951, à Paris, lors de la campagne électorale pour les élections législatives, des membres du CAR menés par Pierre-Bloch, associés à des membres des Jeunesses socialistes et de la LICA, se heurtent à des militants d'extrême droite lors de réunions de candidats des listes Union des nationaux indépendants et républicains (UNIR).
Le CAR s'engage aussi dans la défense d'anciens résistants attaqués en justice. En décembre 1948, le général Cochet, Roure et le colonel Romans-Petit prennent part à une manifestation à Angoulême à l'appel de la fédération charentaise des résistants pour protester contre les procès faits à certains membres de la Résistance, condamnés en appel à Bordeaux. Le CAR proteste aussi en 1949 contre l'arrestation à Bordeaux d'un ancien résistant FFI, le colonel Coissard.
Le CAR tient son premier congrès en juin 1950, sous la présidence du général Cochet et en présence de plus de 200 délégués d'anciens maquis et réseaux. Les cas de Pétain et de Charles Maurras, emprisonnés, celui du colonel Rémy, ancien résistant gaulliste, membre du comité directeur du Rassemblement du peuple français (RPF), qui vient de prendre position en faveur de Pétain après l'avoir vilipendé, et la question de l'amnistie y sont examinés. Y participent notamment Louis Marin, le procureur général honoraire André Mornet (lors des procès de Pétain et Laval en 1945, il réclama contre eux la peine de mort), le général Pierre de Bénouville (membre du comité directeur du RPF gaulliste), qui dénonce les prises de position du colonel Rémy, des socialistes (Pierre-Bloch, Daniel Mayer, Joseph Paul-Boncour, Henri Ribière), des personnalités du MRP (Max André, le député Maurice Guérin, Léo Hamon), le général Pierre Kœnig. Le « serment de la Résistance », très patriotique, est lu par la veuve de Pierre Brossolette, Gilberte Brossolette, sénatrice socialiste. Les délégués jurent de demeurer unis, de « conserver l'esprit de la résistance » et de « défendre partout et toujours l'action de la résistance contre les lassitudes oublieuses et contre les intolérables audaces des évadés du déshonneur, qui osent prétendre nous juger ». Le CAR se déclare « hostile à la vengeance, prêt à l'indulgence pour les égarés conscients de leur erreur, mais refuse la complaisance aux coupables ancrés dans leurs crimes et jure de n'oublier jamais les martyrs et les morts et de n'accepter ni qu'ils soient accaparés par les uns, ni qu'ils soient insultés par les autres »,,. Daniel Mayer y annonce la création du groupe des députés résistants, qu'il préside, tandis que le groupe des sénateurs résistants décide d'avoir des représentants au CAR comme Gilberte Brossolette ou Jacques Debû-Bridel. Le CAR s'y déclare conscient qu'il doit s'adresser à la jeunesse qui connait mal la Résistance et ses combats. Il met en place des comités départementaux.
En février 1951, à la suite d'une messe célébrée à la cathédrale Notre-Dame de Paris par l'archevêque de Paris, Maurice Feltin, au cours de laquelle ce dernier rendit hommage à Pétain, vainqueur de la bataille de Verdun, le général Cochet, président du CAR, publie dans le périodique de son groupement, La Voix de la Résistance, une lettre ouverte qui fustige Feltin : « Vous obéissez aujourd’hui comme hier à une passion partisane proprement insensée ». En octobre, après la mort de Pétain, Mgr Feltin organise une messe d'anniversaire à Notre-Dame pour Pétain. Le CAR et d'autres organisations appellent à manifester à proximité de la cathédrale : 1 500 personnes de la gauche résistante, parmi lesquelles des personnalités (Yves Farge, Charles Tillon) et des organisations communistes, protestent contre la messe à laquelle participent des futurs membres de l'Association pour défendre la mémoire du maréchal Pétain (ADMP), constituée peu après,,,.
En 1951, Maurice Bardèche est jugé pour « apologie de crime » à la suite de la publication en octobre 1948 de son livre Nuremberg ou La Terre promise. Le CAR s'est porté partie civile avec l'Association des anciens combattants et volontaires juifs car il estime que Bardèche a diffamé la Résistance. Ce dernier est relaxé en 1951. Le CAR organise alors un meeting de protestation auquel participent Jean Pierre-Bloch, Debû-Bridel, Louis Marin, Rémy Roure, Daniel Mayer, Vavasseur, le R-P Pierre Chaillet, qui critiquent une justice complaisante, et fait appel, à l'instar du parquet. Bardèche est jugé et condamné en appel en 1952 et les deux associations obtiennent chacune le franc symbolique de dommage et intérêts qu'elles réclamaient. En 1954, la chambre criminelle de la cour de cassation renvoie le CAR et l'autre association devant la cour d’appel d’Orléans pour justifier de leur recevabilité comme parties civiles dans ce procès. L’action du CAR est déclarée irrecevable, contrairement à celle de la Fédération des anciens combattants et volontaires juifs,,,.
De sa fondation aux lois françaises d'amnistie de 1951 et 1953, le CAR s'engage dans les débats portant sur l'amnistie, avec des motions et des communiqués qui s'opposent aux projets de loi car ils constituent « non seulement le désaveu des condamnations prononcées par les cours de justice et les chambres civiques, mais encore la revanche des condamnés », tout en finissant par accepter une amnistie des dégradations nationales prononcées par les chambres civiques. Les dirigeants du CAR rencontrent en délégation des ministres de la justice. Ses dirigeants parlementaires portent aussi ses conceptions à l'Assemblée nationale, tel Georges Bidault en octobre 1952. 
Le général Cochet démissionne de la présidence en juin 1952. Un homme politique, Georges Bidault (MRP), ancien président du Conseil national de la Résistance, est élu pour le remplacer. Le bureau du CAR comprend alors comme vice-présidents Pierre-Bloch, Louis Marin, Alphonse Juge, Robert Salmon, Vayssère et le journaliste socialiste Jean Texcier. Gaston Holtzer, avocat du CAR lors du procès de Bardèche en 1951, est secrétaire général et Louise de Béa reste trésorière. 
En 1952, une délégation du CAR comprenant Bidault, Pierre-Bloch, Roure et l'avocat Pierre Loewel va trouver le garde des sceaux pour obtenir que le parquet poursuive Charles Maurras à la suite de la publication par ce dernier d'un article antisémite.
Le CAR tient son troisième congrès en février 1953, en présence de Georges Bidault, alors ministre des affaires étrangères, Robert Buron, ministre MRP des affaires économiques, Daniel Mayer et Debû-Bridel, présidents des groupes des parlementaires résistants de l'Assemblée nationale et du Sénat, affiliés au CAR (le groupe du Sénat s'est affilé en 1952), Louis Marin, René Cassin, le préfet de la Seine, le président du Conseil municipal de Paris, l'ancien procureur général Mornet, Pierre-Bloch et Rémy Roure. Les congressistes dénoncent encore « les traîtres et ceux qui (sont), dressés contre la Résistance (...) » ainsi que « le réveil du racisme et le retour aux persécutions qu'il engendre ». Le premier prix littéraire de la Résistance est décerné à l'issue du congrès, au moment du banquet final,.
Bidault est réélu président en avril 1953. Louis Marin, Pierre-Bloch, Alphonse Juge, Robert Salmon, Jean Texcier et le colonel Romans-Petit sont vice-présidents. Deux femmes font aussi partie du bureau de l'association : Aimée Batier, secrétaire générale, et Louise de Béa, trésorière,,. En novembre 1954, Bidault démissionne et le CAR charge Pierre-Bloch de sonder le général de Gaulle pour savoir s'il accepterait la présidence de l'association. Ce dernier refuse et le député socialiste Daniel Mayer est élu président le même mois. Marie-Madeleine Fourcade est la nouvelle secrétaire générale.

### Poursuite de l'action
Au fil des années et des décennies, le Comité d’action de la Résistance poursuit son combat contre le renouveau de l’extrême droite et de l'antisémitisme et continue de dénoncer les attaques envers la mémoire de la Résistance, tout en appelant à une meilleure connaissance de son histoire.
Le CAR promet son appui en 1955 à la future commission d’histoire de la Résistance du Comité d'histoire de la Seconde Guerre mondiale animé par l'historien Henri Michel, ancien résistant. Elle est constituée en avril 1956 et présidée par Daniel Mayer, président du CAR et récemment nommé au Comité d'histoire de la Seconde Guerre mondiale. Marie-Madeleine Fourcade, secrétaire générale du CAR, y participe aussi, aux côtés d'autres résistants comme le général Cochet, ancien président du CAR, Germaine Tillion, Lucie Aubrac, Maxime Blocq-Mascart, Henri Frenay ou encore le général Koenig. 
En 1960, d'anciens résistants parmi lesquels Charles Laurent, président du CAR depuis 1957, et Léon Boutbien, s'opposent à la tenue du congrès de l'Association pour défendre la mémoire du maréchal Pétain (ADMP) à Rennes, provoquant des incidents et réussissant à faire interdire le congrès.

Au lendemain de la guerre des Six Jours de 1967, Marie-Madeleine Fourcade, présidente du CAR depuis 1962 et membre de la LICA, Léon Boutbien, vice-président du CAR et président de l'Union des Résistants pour une Europe Unie, et Henri Pororyles, membre du comité directeur du CAR et de l'Association des anciens de la résistance juive, séjournent en Israël à la demande du CAR pour exprimer leur solidarité avec les combattants israéliens,. Avec l'appui de l’Union Internationale de la Résistance et de la Déportation (UIRD), le CAR prend l'initiative d'un colloque d'anciens résistants européens qui se tient en Israël, à Jérusalem en mars 1968 et que préside Marie-Madeleine Fourcade. Celle-ci déclare : 

« Dites bien surtout au peuple israélien que si nous sommes ici c’est non seulement par solidarité avec nos frères d’armes, mais c’est aussi et surtout pour lui dire notre affection et notre immense désir de lui offrir notre aide pour la construction d’une paix durable au Moyen-Orient et dans le monde, car, nous savons bien, nous qui avons déjà rétabli la paix une fois, qu’elle ne saurait s’instaurer définitivement sans que le nazisme et ses séquelles soient à jamais abolis,. »

En 1969, le CAR dénonce à nouveau « l’inspiration nazie du terrorisme arabe » et « conteste fondamentalement toute assimilation de l’action terroriste et raciste des commandos palestiniens à la résistance française ». En novembre 1973, au lendemain de la guerre du Kippour, dans une même motion, le CAR réaffirme son soutien à l’État d’Israël et proteste contre le transfert des cendres de Pétain à l’Ossuaire de Douaumont,. 
En 1972, le CAR, aux côtés de douze autres associations, appelle à manifester contre la grâce présidentielle accordée par Georges Pompidou à Paul Touvier. 
En 1979, le CAR et d'autres organisations comme la Ligue internationale contre le racisme et l'antisémitisme (LICA), présidée par Pierre-Bloch, toujours vice-président du CAR, ou la Fédération nationale des déportés et internés résistants et patriotes (FNDIRP), intentent une action judiciaire contre le négationniste Robert Faurisson pour « faux historique » et « injures dirigées contre la mémoire des morts ». Faurisson est condamné en 1981 et débouté en appel en 1983. En 1980, le CAR et d'autres associations se portent partie civile contre le militant d'extrême droite Mark Fredriksen, qui est condamné. 
Mis en cause en 1981, Maurice Papon demande au CAR la constitution d'un jury d'honneur. Ses membres sont choisis par le bureau du CAR, encore présidé par Marie-Madeleine Fourcade. Cette dernière y figure, aux côtés de quatre autres membres du comité directeur de l'association : Daniel Mayer, Jean Pierre-Bloch, le R.P. Michel Riquet, ancien déporté, et Charles Verny, ancien responsable national des Jeunes de l'Organisation civile et militaire (OCM), ancien déporté et futur successeur de Marie-Madeleine Fourcade à la tête du CAR. Le jury reconnait l'aide apportée par Papon à la résistance à partir de 1943 ainsi que l'aide personnelle apportée à des Juifs mais souligne son zèle en ce qui concerne les déportations et affirme qu'il aurait dû démissionner en juillet 1942. Marie-Madeleine Fourcade et le père Riquet appuient par la suite Papon au sein de l'association Résistance-Vérité-Souvenir,.
Le CAR s'associe à la plainte de l'Association nationale des anciens combattants de la Résistance (ANACR) et se porte partie civile contre Le Monde et l'ADMP à la suite d'un plaidoyer en faveur de Pétain que l'ADMP a fait paraître dans ce quotidien le 13 juillet 1984. L'affaire est jugée à Paris en 1986 devant le tribunal correctionnel. Marie-Madeleine Fourcade et Pierre-Bloch témoignent à charge. Ce dernier déclare qu'il « n'est pas possible de laisser dire et répéter que l'ex-maréchal Pétain a joué le double jeu » tandis que Marie-Madeleine Fourcade affirme : « Ce qui fait que, devant l'affirmation d'une résistance de Pétain à l'occupant, tout me porte à dire que c'est faux. Il y a là une offense intolérable à la mémoire de ceux qui sont morts. Le procès Pétain est jugé. Il n'y a pas à revenir dessus ». L'ADMP est condamnée par la Cour de cassation en 1993 mais obtient gain de cause devant la Cour européenne des droits de l'homme en 1998.
La Fondation de la Résistance, fondée en 1992-1993, a été portée par le CAR. Charles Verny, président du CAR, fait partie du noyau fondateur chargé de recruter ses membres fondateurs avec Pierre Sudreau, Jean Mattéoli, président de la Fédération nationale des déportés et internés de la Résistance (FNDIR, équivalent non-communiste de la FNDIRP) et Jean-Pierre Lévy, Compagnon de la Libération, ancien chef de Franc-Tireur. 
En 2008, le CAR ne parvient pas à donner l'ampleur voulue au 60e anniversaire de l'association, discute de son intégration éventuelle dans la Fondation de la Résistance, souligne le déclin de ses effectifs et la présence « sporadique » de ses membres, se dit fier de sa participation à la construction de la mémoire et de l'histoire de la Résistance par ses contacts avec les historiens et la tenue d'un colloque organisé à l'Assemblée nationale en juin 2005 d'une part et l'intervention de certains de ses membres dans les établissements scolaires d'autre part, bénéficie de subventions versées par les pouvoirs publics avec lesquels il a des relations.

### Dissolution
Le Comité d'action de la Résistance est dissout en 2015 et son action continue au sein du Souvenir français,.

## Publications du CAR
- La Voix de la résistance, 1949-2015[89]. Ce périodique est l'héritier de La Voix du maquis, organe bimensuel de la Fédération nationale des maquis et de la Fédération nationale des anciens de l’Armée secrète, fondé sous l’Occupation dans l’Ain par le colonel Romans-Petit[90].
- Les Cahiers de la résistance
  - N° 1. — L’Affaire Grasset, 1949
  - N° 2. — Les Ultras de la collaboration : Inter-France, 1949[91]-1950[92]
  - N° 3. — La Presse dite « acquittée », 1949-1950
  - N° 4. — L’Affaire Céline, l’école d’un cadavre, 1950, réédités en 1952
  - N° 5. — Le Néo Vichysme : ses organisations, sa presse, 1951
- Brochures : ouvrages rendant compte de manifestations, événements, cérémonies, colloques organisés par le CAR. Exemples :
  - Marie-Madeleine Fourcade, Cette graine mortelle qu’il faut extirper, et Bernard Lecache,  Rassembleurs de la Résistance.
  - Résistance et Modernité, rencontres avec les combattants de la mémoire, 13 décembre 2002
  - Colloque Les Résistants Déportés, 20 juin 2005
- Ouvrages parrainés par le CAR :
  - Anne Thoraval, Des Résistants à Paris, chemins d’Histoire dans la capitale occupée, 14 juin 1940—19 août 1944, éditions SPE-Barthélémy.